# ژیان‌مرغ‌های کوتوله حنایی
ژیان‌مرغ‌های کوتوله حنایی (نام علمی: Euscarthmus) یک سرده از پرندگان آمریکای جنوبی در خانواده مگس‌گیران ژیان‌مرغان است.
این سرده ۳ گونه دارد.